# Pasarela del Bicentenario
La pasarela del Bicentenario (así llamada en conmemoración de los sitios de Zaragoza) es un puente sobre el río Ebro en Zaragoza (Aragón, España) que conecta el barrio de La Cartuja Baja con el término de La Alfranca, en el municipio de Pastriz. 

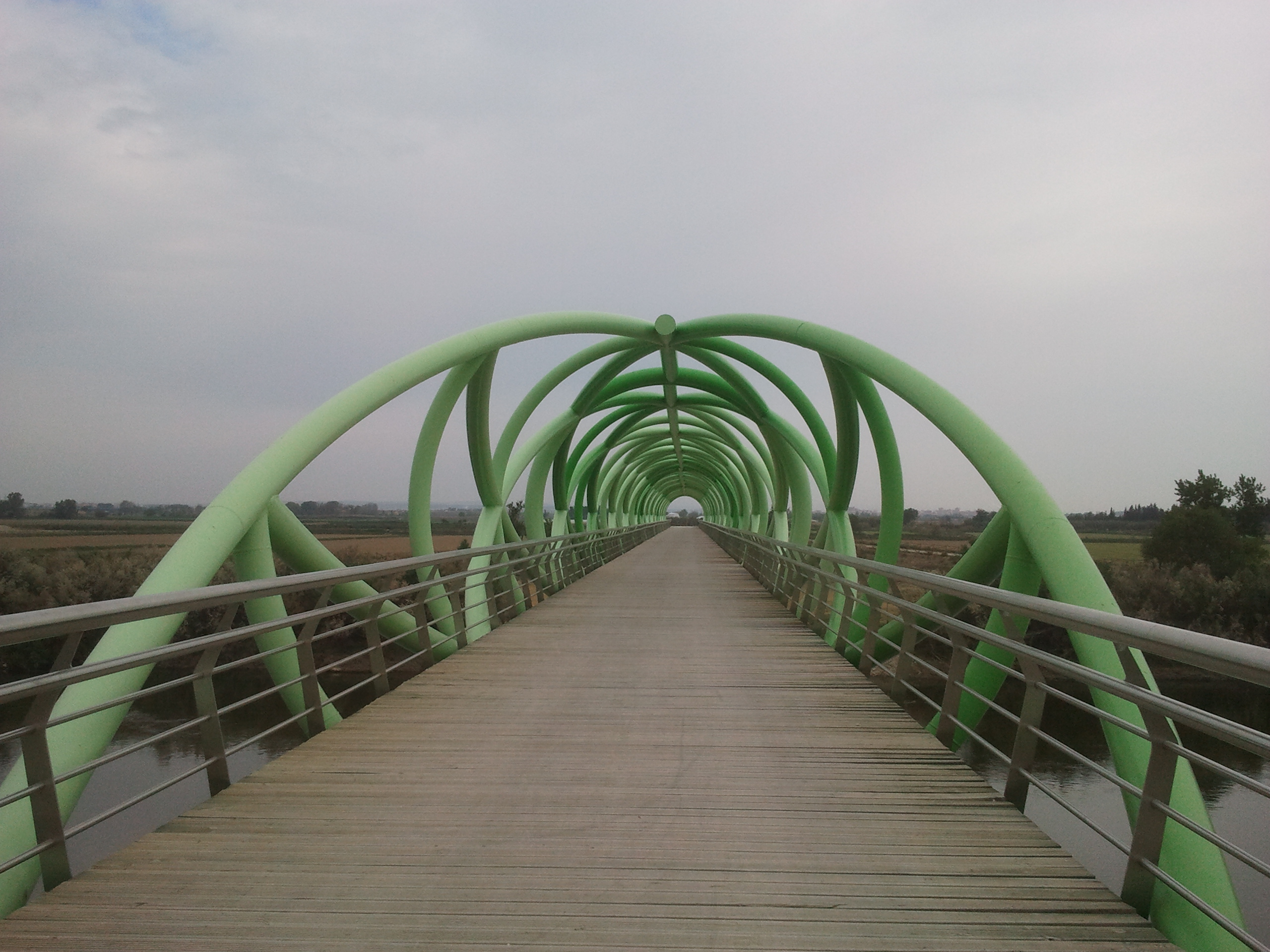
Vista frontal.

Forma parte del Camino Natural de la Alfranca, que conecta el final del Paseo de Echegaray y Caballero con La Alfranca, sede del Centro Internacional del Agua y el Medio Ambiente (CIAMA) del Gobierno de Aragón, centro de referencia para el estudio de un recurso clave como es el agua y, en general es un centro abierto para la celebración de exposiciones, congresos, seminarios y convenciones, de ámbito nacional e internacional, en materia del agua, medio ambiente y desarrollo sostenible.  
Se trata de una pasarela peatonal aunque también la cruzaba el tren turístico del parque, que para en el puente. Fue uno de los puentes construidos durante la Exposición Internacional Zaragoza 2008. Desde un punto de vista ingenieril, es una pasarela metálica con forma de tubo generado por una serie de hélices. Fue diseñado por Luis Javier Sanz Balduz, profesor en la Escuela Universitaria Politécnica de La Almunia de Doña Godina.